# Привітання життя (книжкова серія)
«Привітання життя» — книжкова серія, що видається за результатами Літературної премії імені Богдана-Ігоря Антонича «Привітання життя», починаючи з 1995 року.

## Книги серії
- Привітання життя '94. Збірник поезій учасників конкурсу на здобуття Літературної премії імені Богдана-Ігоря Антонича за 1994 рік / Упорядкування і передмова Ільницького Миколи Миколайовича. Художнє оформлення Сави Василя Івановича. — Львів : «Каменяр», 1995. — 112 с. — ISBN 5-7745-0657-6.
- Привітання життя 2000—2002. Збірник поезій учасників конкурсів на здобуття Літературної премії імені Богдана-Ігоря Антонича за 2000—2002 роки / Вступні слова Крук Галини Григорівни і Людкевич Марії Йосипівни. Художнє оформлення Сави Василя Івановича. — Львів : «Каменяр», 2003. — 288 с. — 600 прим. — ISBN 5-7745-1018-2.